# Marsaskala
Marsaskala (auch Marsascala oder Wied il-Għajn genannt) ist ein Dorf in Malta am inneren Ende der Marsaskala-Bucht (aufgrund seiner engen, fjordartigen Ausbildung auch Marsaskala Creek genannt). Im Norden ist die Bucht vom Żonqor Point, dem östlichsten Punkt Maltas, und im Süden vom Kap Il-Ħamrija begrenzt.

## Beschreibung
Das Dorf erstreckt sich über beide Seiten der Bucht und über den größten Teil des Kaps Il-Ħamrija, dem man in Malta den Spitznamen Sibirien verliehen hat, da es im Winter den eisigen Nordwinden ausgesetzt ist und die dortigen Gebäude vom Rest des Dorfes sehr weit abgelegen sind. Marsaskala hat eine ziemlich moderne Kirche und eine schöne Einkaufsmeile mit Geschäften, Restaurants und Cafés entlang der langen Pier.
Die Küste nördlich des Żonqor Point hat niedrige Klippen; südlich davon ist felsiger Strand. Entlang der Marsaskala-Bucht gibt es größtenteils Promenaden mit Felsstrand. Bei Il-Ħamrija sind Salzpfannen, die sich um dessen östlichsten Punkt bis in die St. Thomas - Bucht erstrecken.
Obwohl es keine Sandstrände gibt, ist die Umgebung gut geeignet zum Tauchen und Schnorcheln und im Dorf sind mindestens zwei Tauchschulen.
Die Pfarrkirche ist der hl. Anna geweiht, deren Fest Ende Juli in Marsaskala gefeiert wird.

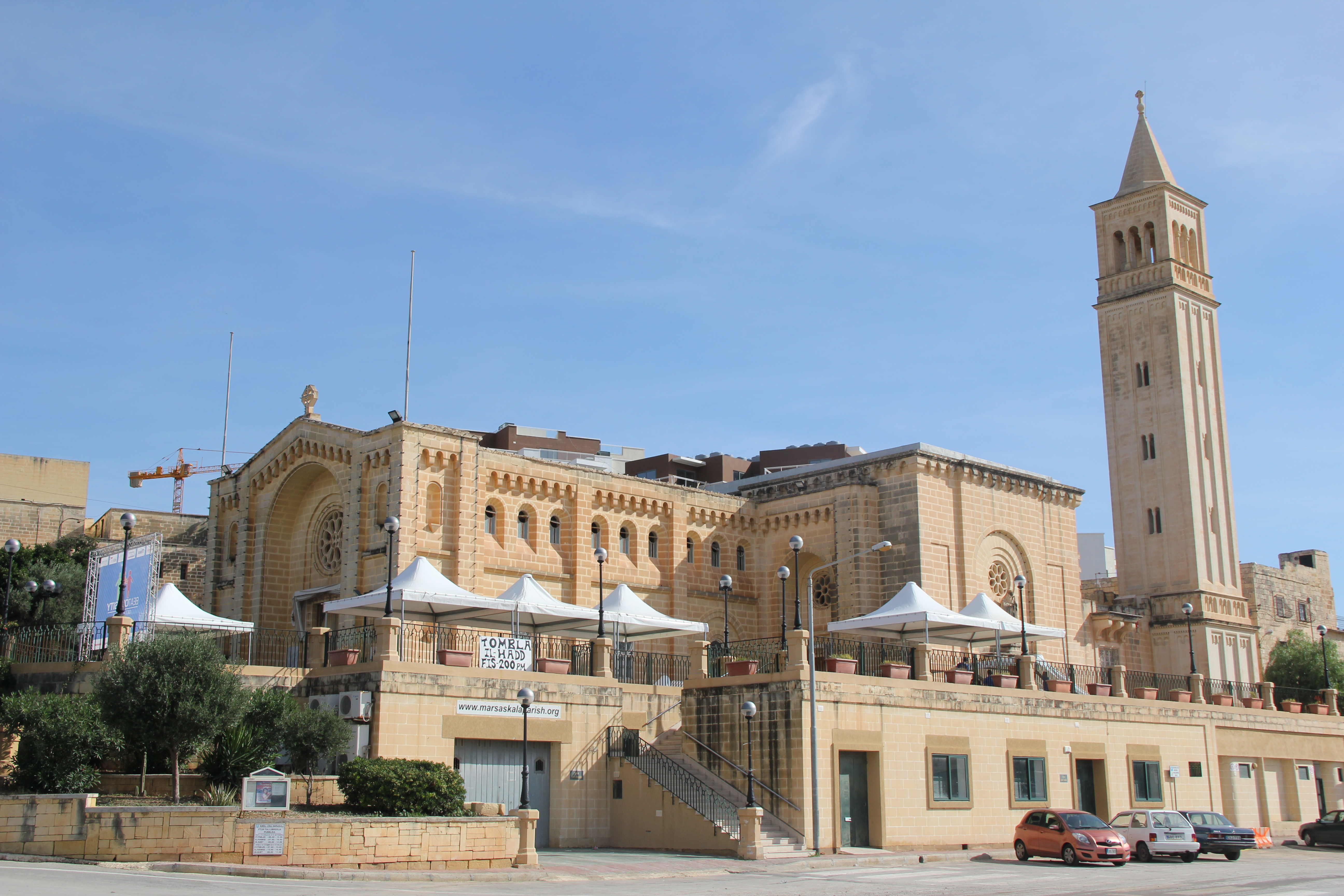
St. Anna Church in Marsaskala

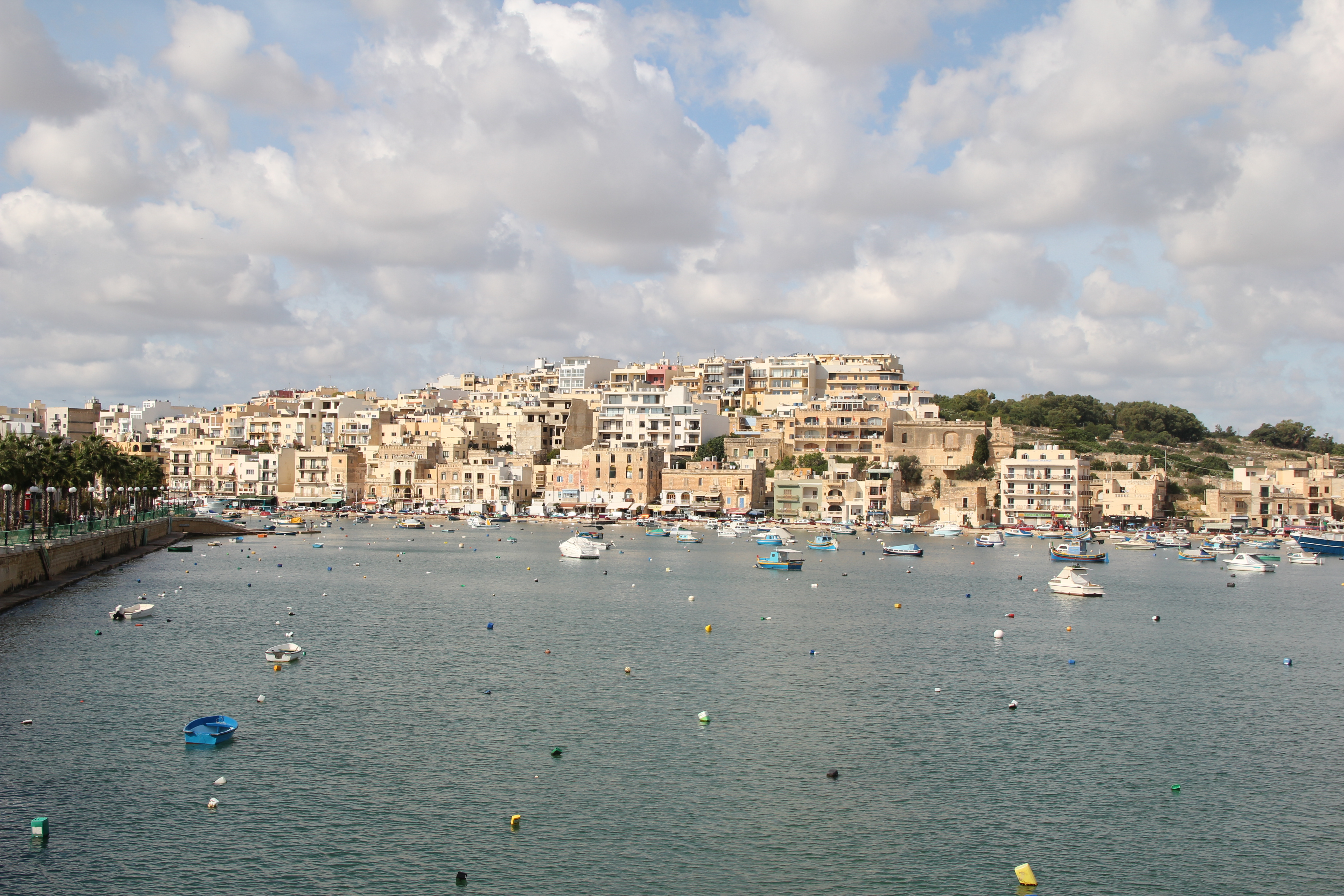
Blick auf den Hafen von Marsaskala

Die Gemeinde hat 15.579 Einwohner (Stand 31. Dezember 2020).

## Lokalpolitik
Marsaskala hat einen eigenen Gemeinderat, und die Wahlen von 2006 brachten ein interessantes Ergebnis, sowie Probleme mit der in Malta regierenden Nationalpartei (Partit Nazzjonalista): Das ehemalige Parlamentsmitglied der PN, Josie Muscat, der nun die G.I.M. (Grupp Indipendenti Marsaskala) vertritt, wurde neben einem Vertreter der A.D. (Alternativa Demokratika) als einziges Mitglied einer kleineren Partei in einen Stadt- oder Gemeinderat in Malta gewählt. Ansonsten teilen sich die PN und die M.L.P. (Malta Labour Party) die Sitze.

## Herkunft des Namens
Über die Herkunft des Namens gibt es unterschiedliche Meinungen. Über den ersten Teil des Namens, Marsa, ist man sich einig: Das arabische Wort bedeutet Bucht. Der zweite Teil, Skala könnte aus dem sizilianischen Sqalli stammen, da aufgrund der geringen Entfernung von 60 nautischen Meilen (ca. 108 km) viele sizilianische Fischer nach Marsaskala kamen. Vielleicht wurde es vom sizilianischen Piccola Cala (dt. kleine Bucht) abgeleitet, oder es bezieht sich auf einige Feststufen (Scala, dt.: Treppe) an der Küste.
Marsaskala wird von den Einheimischen auch als Wied il-Għajn (dt.: Quelltal) genannt, da Ort und Bucht von zwei Tälern begrenzt werden, durch die frisches Quellwasser in die Bucht lief.

## Geschichte
Von Menschen wurde diese Gegend vor Tausenden von Jahren besiedelt, wie einige archäologische Funde in vielen Teilen Marsaskalas belegen. Die frühe Geschichte wird üblicherweise in die Jungsteinzeit und die Bronzezeit eingeteilt. Einige der alten Spuren in Marsaskala sind zweifellos Karrenspuren, parallele Aushöhlungen im Felsen. Viele maltesische Karrenspuren führen erstaunlicherweise direkt ins Meer. Man weiß heute nicht mehr, wofür diese Spuren taugten, aber es spricht einiges dafür, dass sie zum Transport schwerer Lasten angelegt wurden.
Frühe christliche Katakomben und römische Villen wurden ebenfalls in Marsaskala entdeckt, sodass man annimmt, dass Marsaskala auch ein römischer Hafen war. Römische Bäder wurden in einem Feld bei il-Gżira, einer felsigen Halbinsel hinter dem Jerma Palace Hotel, gefunden.
Der noch gut erhaltene St Thomas Tower wurde von den Rittern des Johanniterordens bald nach dem Angriff von 60 türkischen Schiffen mit 6000 Soldaten, die 1614 bei Marsaskala landeten, erbaut. Sie wurden dadurch an die Große Belagerung Maltas 1565 erinnert. Der Großmeister Alof de Wignacourt trug durch diesen Festungsturm der Verwundbarkeit Marsaskalas für Angriffe von See her Rechnung. Es gibt noch weitere Festungstürme wie den De Redin Watch Tower. Der Torri Mamo wurde als privater befestigter Wohnturm errichtet.

## Partnerstädte
Marsaskala ist seit 2009 ein Mitglied des europäischen Städtebündnisses Douzelage.